# 2. česká hokejová liga 1996/1997
2. česká hokejová liga v sezóně 1996/1997 byla 4. ročníkem samostatné třetí nejvyšší české soutěže v ledním hokeji.

## Fakta
- 4. ročník samostatné třetí nejvyšší české hokejové soutěže
- Týmy SK Horácká Slavia Třebíč a SK Znojemští Orli uspěly v baráži o 1. ligu a postoupily do dalšího ročníku 1. ligy
- Týmy SK Jihlava, HC Helvetia Mariánské Lázně, HC Příbram a HC Strojsvit Krnov sestoupily do krajských přeborů. Nově postupujícími do 2. ligy byli: HC Slovan Louny, HC Prima Rokycany, TJ Stadion Nymburk a TJ Sokol Nedvědice.
- Po sezóně se tým HC Praha přejmenoval na HC Hvězda Praha. Prodeje licencí na 2. ligu: HC Ytong Brno do HC Rondo Brno, TJ Sokol Nedvědice do HC Adelard Kopřivnice.

### Systém soutěže
Týmy byly rozděleny do dvou skupin po 16 týmech, kde hrály systémem doma-venku. Poslední dva celky obou skupin přímo sestupovaly do krajských přeborů. První čtyři celky z každé skupiny postupovaly do čtvrtfinále play-off, které se hrálo na dva zápasy - doma a venku. Vítězové semifinále play off postupovali do baráže o 1. ligu.

## Skupina A
| Vysvětlivka                    |
| ------------------------------ |
| Postup do čtvrtfinále play off |
| Tým vyřazen                    |
| Sestupující                    |

| Poř. | Tým                         | Z  | V  | R | P  | VG  | OG  | B  |
| ---- | --------------------------- | -- | -- | - | -- | --- | --- | -- |
| 1    | TJ Slovan Děčín             | 30 | 20 | 5 | 5  | 121 | 72  | 45 |
| 2    | KLH Chomutov                | 30 | 21 | 2 | 7  | 139 | 72  | 44 |
| 3    | HC Mladá Boleslav           | 30 | 20 | 2 | 8  | 119 | 74  | 42 |
| 4    | SK Kadaň                    | 30 | 20 | 1 | 9  | 149 | 94  | 41 |
| 5    | TJ Spolana Neratovice       | 30 | 16 | 5 | 9  | 107 | 84  | 37 |
| 6    | HC Benešov                  | 30 | 15 | 6 | 9  | 98  | 83  | 36 |
| 7    | HC ZVVZ Milevsko            | 30 | 14 | 4 | 12 | 111 | 98  | 32 |
| 8    | HC SOH Benátky nad Jizerou  | 30 | 14 | 2 | 14 | 117 | 108 | 30 |
| 9    | TJ SC Kolín                 | 30 | 11 | 7 | 12 | 107 | 108 | 29 |
| 10   | HC ČKD Slaný                | 30 | 11 | 4 | 15 | 99  | 104 | 26 |
| 11   | HC Tábor                    | 30 | 12 | 2 | 16 | 95  | 121 | 26 |
| 12   | HC Kobra Praha              | 30 | 7  | 8 | 15 | 90  | 128 | 22 |
| 13   | HC Baník Most               | 30 | 8  | 5 | 17 | 98  | 133 | 21 |
| 14   | HC Praha                    | 30 | 9  | 3 | 18 | 81  | 120 | 21 |
| 15   | HC Helvetia Mariánské Lázně | 30 | 6  | 4 | 20 | 59  | 131 | 16 |
| 16   | HC Příbram                  | 30 | 4  | 4 | 22 | 73  | 133 | 12 |

## Skupina B
| Vysvětlivka                    |
| ------------------------------ |
| Postup do čtvrtfinále play off |
| Tým vyřazen                    |
| Sestupující                    |

| Poř. | Tým                       | Z  | V  | R | P  | VG  | OG  | B  |
| ---- | ------------------------- | -- | -- | - | -- | --- | --- | -- |
| 1    | SK Horácká Slavia Třebíč  | 30 | 22 | 3 | 5  | 134 | 47  | 47 |
| 2    | HK Poruba                 | 30 | 21 | 4 | 5  | 130 | 78  | 46 |
| 3    | HC Papíroví Draci Šumperk | 30 | 20 | 4 | 6  | 119 | 68  | 44 |
| 4    | SK Znojemští Orli         | 30 | 20 | 3 | 7  | 146 | 63  | 43 |
| 5    | HC Sorrena Rosice         | 30 | 15 | 3 | 12 | 114 | 92  | 33 |
| 6    | HC Orlová                 | 30 | 15 | 3 | 12 | 118 | 109 | 33 |
| 7    | HC Žďár nad Sázavou       | 30 | 15 | 3 | 12 | 111 | 96  | 33 |
| 8    | HC TJ Šternberk           | 30 | 14 | 3 | 13 | 112 | 94  | 31 |
| 9    | HC Frýdek-Místek          | 30 | 13 | 4 | 13 | 90  | 106 | 30 |
| 10   | HC Ytong Brno             | 30 | 9  | 5 | 16 | 80  | 101 | 23 |
| 11   | HC Uherské Hradiště       | 30 | 10 | 3 | 17 | 90  | 141 | 23 |
| 12   | HC Lev Hradec Králové     | 30 | 8  | 5 | 17 | 79  | 112 | 21 |
| 13   | TJ Nový Jičín             | 30 | 9  | 3 | 18 | 85  | 117 | 21 |
| 14   | HC Haná VTJ Kroměříž      | 30 | 7  | 5 | 18 | 86  | 130 | 19 |
| 15   | SK Jihlava                | 30 | 8  | 3 | 19 | 71  | 133 | 19 |
| 16   | HC Strojsvit Krnov        | 30 | 6  | 2 | 22 | 63  | 141 | 14 |

## Play off

### Čtvrtfinále
- SK Znojemští Orli - TJ Slovan Děčín 4:0, 2:0
- HC Papíroví Draci Šumperk - KLH Chomutov 3:1, 1:5
- SK Kadaň - SK Horácká Slavia Třebíč 0:3, 0:4
- HC Mladá Boleslav - HK Poruba 3:4, 3:2 PP (4:2 SN)

### Semifinále
- KLH Chomutov - SK Horácká Slavia Třebíč 0:3, 3:3
- SK Znojemští Orli - HC Mladá Boleslav 2:0, 1:1

Týmy Znojma a Třebíče postoupily do baráže o 1. ligu

## Baráž o 2. ligu
- HC Slovan Louny (přeborník Severočeského přeboru) - HBH Holešák Havlíčkův Brod (přeborník Východočeského přeboru) 3:1, 3:3
- ASA Sokol Praha - jih (přeborník Pražského přeboru) - HC Prima Rokycany (přeborník Západočeského přeboru) 2:6, 2:5
- HC Donau České Budějovice (přeborník Jihočeského přeboru) - TJ Stadion Nymburk (přeborník Středočeského přeboru) 0:2, 1:3
- HC Adelard Kopřivnice (přeborník Severomoravského přeboru) - TJ Sokol Nedvědice (přeborník Jihomoravského přeboru) 4:4, 0:3